# Dade County (Georgia)
Dade County is een county in de Amerikaanse staat Georgia.
De county heeft een landoppervlakte van 451 km² en telt 15.154 inwoners (volkstelling 2000). De hoofdplaats is Trenton.